# Homo erectus erectus
Pitecantropul sau Omul de Java (Homo erectus erectus) (în javaneză: ꦩꦤꦸꦁꦱꦗꦮ, Manungsa Jawa; în indoneziană: Manusia Jawa) este numele popular dat unor fosile preumane descoperite pe insula Java (Indonezia) în 1891 și 1892. Echipa de arheologi aflată sub conducerea lui Eugène Dubois a descoperit un dinte, o calotă craniană și un femur la Trinil, pe malurile râului Solo, în Java de Est. Argumentând că fosilele reprezintă „veriga lipsă” între maimuțele antropoide și oameni, Dubois a dat acestei specii denumirea științifică Anthropopithecus erectus, schimbată ulterior în Pithecanthropus erectus.
Fosila a stârnit multe controverse. În mai puțin de zece ani după 1891 au fost publicate aproape optzeci de cărți sau articole cu privire la descoperirea lui Dubois. În ciuda argumentelor aduse de Dubois, puțini oameni de știință au acceptat că Omul de Java era o formă intermediară de evoluție între maimuțele antropoide și oameni. Unii au considerat că fosila aparține maimuțelor antropoide și alții ca aparținând omului modern, în timp ce mulți oameni de știință au considerat Omul de Java ca o ramură primitivă de evoluție care nu are legătură cu oamenii moderni. În anii 1930 Dubois a făcut afirmația că Pithecanthropus avea aspectul fizic al unui „gibon gigant”, o încercare răstălmăcită a lui Dubois de a dovedi că era „veriga lipsă”.
În cele din urmă, asemănările între Pithecanthropus erectus (Omul de Java) și Sinanthropus pekinensis (Omul de Pekin) l-au determinat pe Ernst Mayr să le redenumească pe ambele fosile Homo erectus în 1950, plasându-le direct în ramura evolutivă umană. Pentru a distinge Omul de Java de alți Homo erectus, unii oameni de știință au început să-l considere ca o subspecie, Homo erectus erectus, în anii 1970. Alte fosile găsite în prima jumătate a secolului al XX-lea în Java la Sangiran și Mojokerto, mai vechi decât cele găsite de Dubois, au fost considerate, de asemenea, ca făcând parte din specia Homo erectus. Estimate a avea între 700.000 și 1.000.000 de ani, la momentul descoperirii lor, fosilele Omului de Java au fost cele mai vechi fosile hominide găsite vreodată. Fosilele Omului de Java au fost adăpostite în muzeul național Naturalis din Leiden, Țările de Jos începând din anul 1900.

## Istoria descoperirilor

### Context
Charles Darwin a susținut că umanitatea a evoluat în Africa, deoarece acolo trăiau primatele mari precum gorilele și cimpanzeii. Ipotezele lui Darwin au fost propuse fără aducerea în sprijinul lor a unor dovezi fosile. Alte personalități științifice cu autoritate nu au fost de acord cu el, printre care geologul Charles Lyell și Alfred Russel Wallace, care au imaginat teoria evoluției în același timp cu Darwin. Lyell și Wallace credeau că evoluția oamenilor era mai strâns legată de giboni și urangutani și au identificat Asia de Sud-Est ca leagăn al umanității, deoarece acolo trăiau aceste maimuțe primate. Anatomistul neerlandez Eugène Dubois a favorizat această ultimă teorie și a căutat să o confirme.

### Fosilele din Trinil
În octombrie 1887, Dubois și-a abandonat cariera universitară și a plecat în Indiile de Est Olandeze (în prezent Indonezia) pentru a-l căuta pe strămoșul fosilizat al omului modern. Din cauza faptului că nu a primit nicio finanțare de la guvernul olandez pentru efortul său excentric  – din moment ce nimeni nu găsise până atunci o fosilă umană  – el s-a alăturat Armatei din Indiile de Est Olandeze ca medic militar. Nevoit să-și îndeplinească obligațiile de muncă, Dubois a început abia în iulie 1888 să efectueze săpături în Sumatra. A descoperit relativ repede numeroase fosile de mamifere mari, așa că a fost eliberat de obligațiile militare (în martie 1889), iar guvernul colonial i-a trimis ca ajutoare doi ingineri și cincizeci de deținuți. După ce nu a reușit să găsească fosile în Sumatra, el s-a mutat la Java în 1890.
Asistat din nou de muncitori deținuți și de doi sergenți, Dubois a început căutarea de-a lungul râului Solo, aproape de Trinil, în august 1891. Echipa sa a găsit curând un molar (Trinil 1) și o calotă craniană (Trinil 2). Caracteristicile sale au fost un craniu lung cu o chilă sagitală (îngroșare a oaselor) și arcade proeminente. Dubois le-a dat inițial numele Anthropopithecus („omul maimuță”), așa cum era cunoscut, uneori, cimpanzeul la momentul respectiv. El a ales acest nume pentru că un dinte similar găsit pe dealurile Siwalik din India în anul 1878 a fost numit Anthropopithecus și pentru că Dubois a evaluat la început dimensiunile craniului la aproximativ 700 de centrimetri cubi, mai aproape de craniul maimuțelor decât al oamenilor.
În august 1892, echipa lui Dubois a găsit un femur lung asemănător cu cel al omului, sugerând că deținătorul lui avea o poziție verticală. Crezând că cele trei fosile aparțineau unui singur individ, „probabil o femeie foarte în vârstă”, Dubois a redenumit exemplarul Anthropopithecus erectus. Abia la sfârșitul anului 1892, când a stabilit că craniul avea aproximativ 900 centimetri cubi, Dubois a considerat că exemplarul descoperit era o formă intermediară de evoluție între maimuțele antropoide și oameni. În 1894, el l-a redenumit astfel Pithecanthropus erectus („om-maimuță în poziție verticală”), împrumutând numele genului Pithecanthropus de la Ernst Haeckel, care îl inventase cu câțiva ani mai devreme pentru a denumi presupusa „verigă lipsă” a evoluției de la maimuțele antropoide la oameni. Acest specimen a fost, de asemenea, cunoscut sub numele de Pithecanthropus 1.

### Comparații cu Omul de Pekin

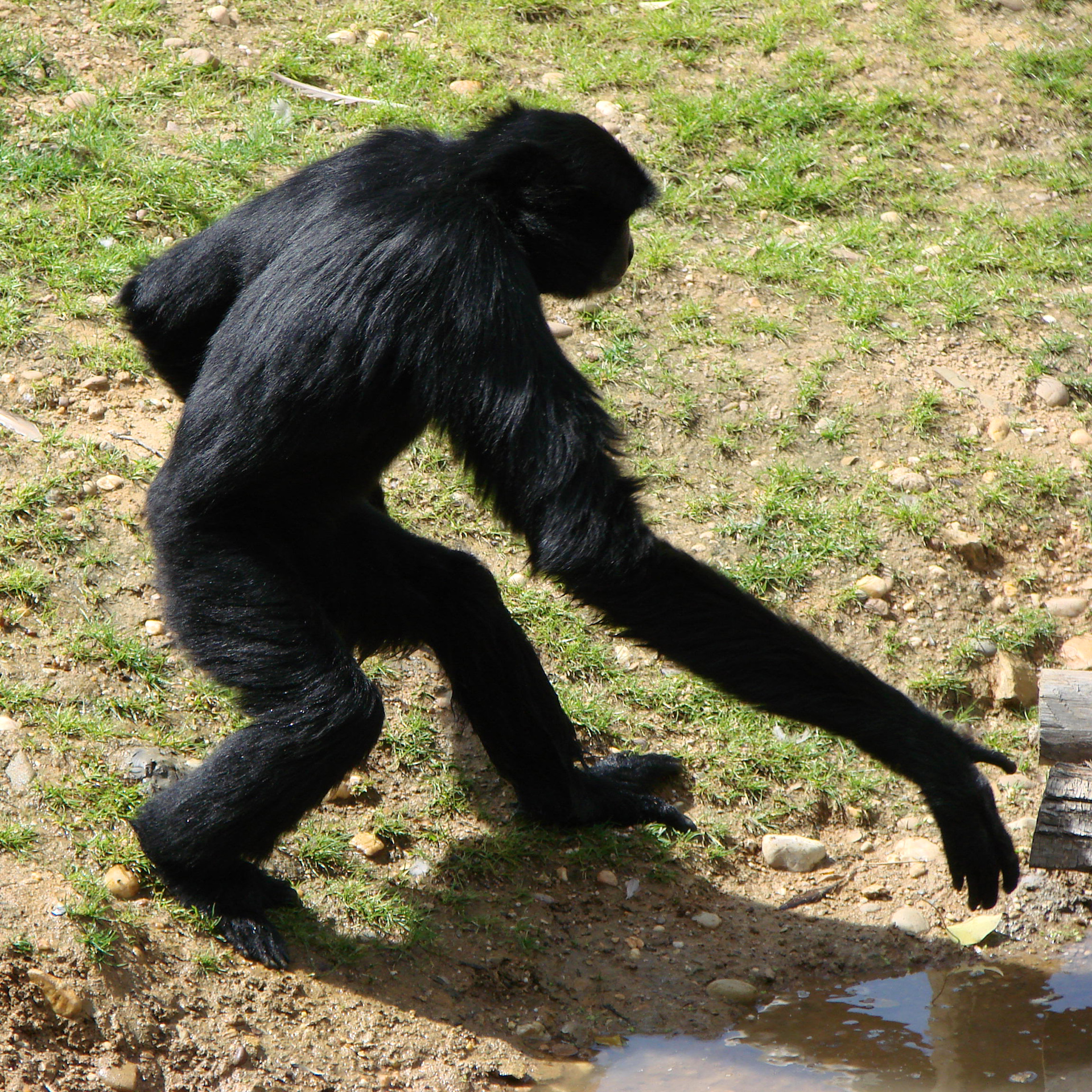
Capacitatea gibonului de a sta vertical și de a merge drept l-a făcut pe Eugène Dubois să creadă că este strâns legat de oameni. Acesta este unul dintre motivele pentru care a susținut odată că Java Man arăta ca un „ ... gibon gigant.”

În 1927, canadianul Davidson Black a identificat doi dinți fosilizați pe care i-a găsit în Zhoukoudian, în apropiere de Beijing, ca aparținând unui om preistoric și a numit acel exemplar Sinanthropus pekinensis, acum cunoscut sub numele de Omul de Pekin. În decembrie 1929 a fost găsită în acel loc prima dintr-un număr mai mare de calote craniene și s-a dovedit a fi similară, dar puțin mai mare decât cea a Omului de Java. Franz Weidenreich, care l-a înlocuit pe Black în China, după moartea acestuia în 1933, a susținut că Sinanthropus era, de asemenea, o fosilă de tranziție între maimuțele antropoide și oameni, iar asemănarea sa cu Pithecanthropus din Java i-a făcut pe oamenii de știință să includă ambele tipuri de fosile în familia Hominidae. Eugène Dubois a refuzat categoric să accepte această posibilitate, susținând că Omul de Pekin era un fel de om de Neanderthal, mai aproape de oameni decât Pithecanthropus, și insistând că Pithecanthropus aparținea unei familii proprii, Pithecanthropoidae.

### Alte descoperiri în Java
După descoperirea Omului de Java, paleontologul de origine berlineză G. H. R. von Koenigswald a scos la iveală mai multe alte fosile umane străvechi în insula Java. Între 1931 și 1933 von Koenigswald a descoperit fosile ale Omului de Solo în mai multe locuri de-a lungul râului Bengawan Solo din Java, inclusiv mai multe calote și fragmente craniene. În 1936, von Koenigswald a descoperit o calotă craniană de copil cunoscut sub numele de copilul din Mojokerto în Java de Est. Considerând că acea calotă craniană a copilului din Mojokerto era foarte apropiată de cea a unui copil uman, von Koenigswald a vrut să-l numească Pithecanthropus modjokertensis (după specimenul descoperit de Dubois), dar Dubois a protestat că Pithecanthropus nu era un om, ci un „om-maimuță”.
Von Koenigswald a făcut, de asemenea, mai multe descoperiri în Sangiran, Java Centrală, unde a descoperit mai multe fosile de oameni preistorici între 1936 și 1941. Printre descoperiri a fost o calotă craniană de dimensiuni similare cu cea găsită de Dubois în săpăturile de la Trinil 2. Descoperirile lui Von Koenigswald la Sangiran l-au convins că toate aceste cranii au aparținut primilor oameni. Dubois a refuzat din nou să recunoască asemănarea. Ralph von Koenigswald și Franz Weidenreich au comparat fosilele din Java și Zhoukoudian și au concluzionat că Omul de Java și Omul de Pekin erau foarte asemănători. Dubois a murit în 1940, refuzând în continuare să recunoască concluzia lor, iar rapoartele oficiale rămân critice cu privire la slaba prezentare și interpretare a descoperirilor de la Sangiran.

## Interpretări timpurii

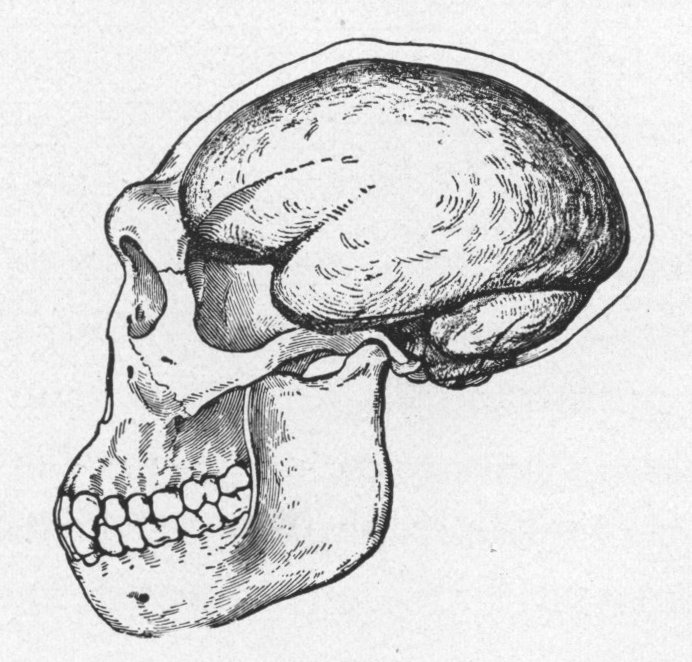
Reconstrucția din 1922 a craniului Omului de Java. Dubois, care a crezut că Omul de Java era un exemplar intermediar între maimuțele antropoide și oameni, a realizat reconstrucție cu un maxilar ca al maimuțelor, dar cu un creier mai mare decât maimuțelor.

După mai mult de 50 de ani după descoperirea lui Dubois, Ralph von Koenigswald și-a amintit că „nici o altă descoperire paleontologica nu a creat o astfel de senzație și nu a condus la o astfel de varietate de opinii științifice contradictorii”. Fosilele Pithecanthropus au fost atât de controversate încât până la sfârșitul anilor 1890 aproape 80 de publicații discutaseră deja despre ele.

### Reclasificarea caHomo erectus
Pe baza cercetărilor lui Weidenreich și a sugestiei lui că Pithecanthropus erectus și Sinanthropus pekinensis erau legați printr-o serie de populații hibride, biologul german Ernst Mayr i-a reclasificat pe amândoi ca făcând parte din aceeași specie: Homo erectus. Mayr și-a prezentat concluzia la Cold Spring Harbor Symposium în 1950, și acest lucru a dus la reclasificarea speciilor erectus ale lui Dubois în genul Homo. Ca parte a reclasificării, Mayr a inclus nu numai Sinanthropus și Pithecanthropus, dar și Plesianthropus, Paranthropus, Javanthropus și multe alte genuri ca sinonime, argumentând că toți strămoșii omului au făcut parte dintr-un singur gen (Homo) și că „o singură specie de om a existat pe pământ la un moment dat”. Considerată o „revoluție în taxonomie”, abordarea unei singure specii de către Mayr a fost repede acceptată. Această formă de paleoantropologie s-a impus în anii 1950 și a durat până în anii 1970, când genul african Australopithecus a fost acceptat în arborele evoluției omului.
În anii 1970 a apărut o tendință de a considera exemplarele din Java ale H. erectus ca o subspecie, Homo erectus erectus, iar exemplarul chinez a fost denumit Homo erectus pekinensis.

## Caracteristici fizice

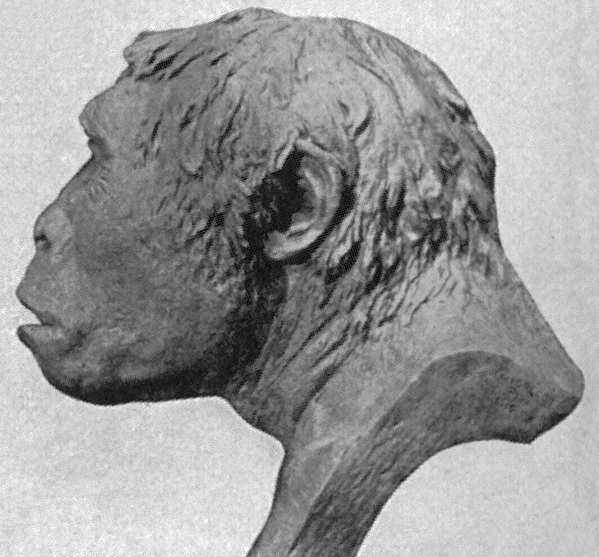
O reconstrucție din 1922 a craniului Omului de Java (pe baza Trinil 2).

Omul de Java avea aproximativ 1,73 m înălțime și oasele lui arată că avea un mers drept la fel ca oamenii moderni. Femurul este mai gros decât cel al omului modern. Craniul avea oase groase și o frunte retrasă și fără bărbie, precum și arcade proeminente și un maxilar masiv. Cu 900 ccm, capacitatea craniană era mai mică decât cea a exemplarelor ulterioare de H. erectus. El avea dinți umani cu canini mari. Judecând după aspectele anatomice și arheologice precum și după rolul ecologic al Omului de Java, carnea animalelor vertebrate a fost probabil o parte importantă a dietei lor. Omul de Java, ca și alți Homo erectus, a fost, probabil, o specie rară. Există dovezi că Omul de Java folosea ustensile confecționate din oase sau din carapacea crustaceelor și moluștelor pentru tăiat carnea.

## Cultura materială
H. erectus a ajuns în Eurasia cu aproximativ 1,8 milioane de ani în urmă, într-un eveniment considerat a fi primul exod african. Există dovezi că populația din Java a H. erectus a trăit într-un habitat forestier umed. Mai precis mediul ei de viață semăna cu o savană, dar a fost probabil periodic inundat („savană hidromorfică”). Printre plantele descoperite în locul de excavare de la Trinil erau iarbă (Poaceae), ferigi, Ficus și Indigofera, care sunt tipice pădurilor tropicale joase.

### Controlul focului
Controlul focului de către Homo erectus datează, potrivit ipotezelor acceptate în general de către arheologi, de acum circa 400.000 de ani, existând presupuneri științifice bazate pe dovezi că ar fi chiar mai vechi. A fost descoperit lemn ars în straturile care conțineau fosilele Omului de Java de la Trinil, datând cu aproximație de acum 500.000-830.000 de ani. Cu toate acestea, pentru că Java Centrală este o regiune vulcanică, carbonizarea s-ar fi putut datora unor incendii naturale și nu există nici o dovadă concludentă că Homo erectus din Java  controla focul. S-a susținut că Omul de Java era conștient de folosirea focului și că existența frecventă a incendiilor naturale i-ar fi oferit Omului de Java o „folosire oportunistă [... care] nu a creat un model vizibil din punct de vedere arheologic”.